# Campeonato Mundial de Atletismo de 2009 - 5000 m feminino
A prova dos 5000 metros feminino do Campeonato Mundial de Atletismo de 2009 foi disputada nos dias 19 (eliminatórias) e 22 de agosto (final), no Olympiastadion, em Berlim.

## Recordes
Antes desta competição, os recordes mundiais e do campeonato nesta prova eram os seguintes:
| Tipo                  | Atleta          | Tempo    | Local     | Data                 | Ref |
| --------------------- | --------------- | -------- | --------- | -------------------- | --- |
|                       | Tirunesh Dibaba | 14:11.15 | Oslo      | 6 de junho de 2008   | ver |
| Recorde do campeonato | Tirunesh Dibaba | 14:38.59 | Helsinque | 13 de agosto de 2005 | ver |

## Medalhistas
| Ouro                   | Prata                       | Bronze              |
| Vivian Cheruiyot (KEN) | Sylvia Jebiwott Kibet (KEN) | Meseret Defar (ETH) |

## Resultados

### Eliminatórias
Estes são os resultados das eliminatórias. As 23 atletas inscritas foram divididas em duas baterias, se classificando para a final as cinco melhores de cada bateria (Q) mais os cinco melhores tempos no geral (q).
| Bateria 1 | Bateria 1                 | Bateria 1    | Bateria 1            |
| Pos.      | Atleta                    | Tempo        | Notas                |
| --------- | ------------------------- | ------------ | -------------------- |
| 1         | ETH Sentayehu Ejigu       | 15:17.64 (Q) |                      |
| 2         | KEN Sylvia Jebiwott Kibet | 15:17.77 (Q) |                      |
| 3         | ETH Meselech Melkamu      | 15:18.39 (Q) |                      |
| 4         | HUN Krisztina Papp        | 15:19.90 (Q) | Recorde da temporada |
| 5         | POR Sara Moreira          | 15:19.93 (Q) |                      |
| 6         | JPN Yurika Nakamura       | 15:21.01 (q) | Recorde pessoal      |
| 7         | USA Julie Culley          | 15:32.33     |                      |
| 8         | RUS Natalya Popkova       | 15:32.62     |                      |
| 9         | PER Inés Melchor          | 16:00.83     |                      |
| 10        | MAW Marriam Thole         | 17:12.21     |                      |
|           | TUR Elvan Abeylegesse     | DNS          |                      |

| Bateria 2 | Bateria 2                    | Bateria 2    | Bateria 2            |
| Pos.      | Atleta                       | Tempo        | Notas                |
| --------- | ---------------------------- | ------------ | -------------------- |
| 1         | ETH Meseret Defar            | 15:16.46 (Q) |                      |
| 2         | KEN Vivian Cheruiyot         | 15:16.59 (Q) |                      |
| 3         | KEN Iness Chepkesis Chenonge | 15:18.40 (Q) |                      |
| 4         | ETH Genzebe Dibaba           | 15:19.66 (Q) |                      |
| 5         | TUR Alemitu Bekele           | 15:19.88 (Q) | Recorde da temporada |
| 6         | USA Jennifer Rhines          | 15:20.20 (q) |                      |
| 7         | ITA Silvia Weissteiner       | 15:20.88 (q) |                      |
| 8         | JPN Yuriko Kobayashi         | 15:23.96 (q) | Recorde da temporada |
| 9         | TAN Zakia Mrisho Mohamed     | 15:25.09 (q) | Recorde da temporada |
| 10        | RUS Elizaveta Grechishnikova | 15:53.41     |                      |
| 11        | ESP Judith Plá               | 15:54.32     |                      |
| 12        | BDI Pauline Niyongere        | 16:33.77     | Recorde pessoal      |

### Final
Estes são os resultados da final:
| Pos.              | Atleta                       | Tempo    | Notas                |
| ----------------- | ---------------------------- | -------- | -------------------- |
| Medalha de ouro   | KEN Vivian Cheruiyot         | 14:57.97 |                      |
| Medalha de prata  | KEN Sylvia Jebiwott Kibet    | 14:58.33 |                      |
| Medalha de bronze | ETH Meseret Defar            | 14:58.41 |                      |
| 4                 | ETH Sentayehu Ejigu          | 15:03.38 |                      |
| 5                 | ETH Meselech Melkamu         | 15:03.72 |                      |
| 6                 | KEN Iness Chepkesis Chenonge | 15:06.06 |                      |
| 7                 | ITA Silvia Weissteiner       | 15:09.74 | Recorde da temporada |
| 8                 | ETH Genzebe Dibaba           | 15:11.12 |                      |
| 9                 | USA Jennifer Rhines          | 15:11.63 |                      |
| 10                | POR Sara Moreira             | 15:12.22 |                      |
| 11                | JPN Yuriko Kobayashi         | 15:12.44 | Recorde da temporada |
| 12                | JPN Yurika Nakamura          | 15:13.01 | Recorde pessoal      |
| 13                | TUR Alemitu Bekele           | 15:18.18 | Recorde da temporada |
| 14                | HUN Krisztina Papp           | 15:20.36 |                      |
| 15                | TAN Zakia Mrisho Mohamed     | 15:31.73 |                      |

Legenda
| Recorde mundial       | Recorde mundial (World record)               |                       | Recorde africano                      | Recorde africano (African) |                                           | Q | Classificado por posição (Qualified) |
| Recorde do campeonato | Recorde do campeonato (Championship record)  | Recorde da América    | Recorde da América (Americas)         | q                          | Classificado por melhor tempo (Qualified) |   |                                      |
| Melhor marca do ano   | Melhor marca do ano (World leading)          | Recorde asiático      | Recorde asiático (Asian)              | DNS                        | Não largou (Did not start)                |   |                                      |
| Recorde nacional      | Recorde nacional (National record)           | Recorde europeu       | Recorde europeu (European)            | DNF                        | Não terminou (Did not finish)             |   |                                      |
| Recorde pessoal       | Recorde pessoal do atleta (Personal best)    | Recorde da Oceania    | Recorde da Oceania (Oceania)          | DSQ / DQ                   | Desclassificado (Disqualified)            |   |                                      |
| Recorde da temporada  | Recorde da temporada do atleta (Season best) | Recorde sul-americano | Recorde sul-americano (South America) | NM                         | Sem marca (No mark)                       |   |                                      |